# Saldus
Saldus (alemán: Frauenburg) es una villa letona, capital del municipio homónimo. El 1 de enero de 2016 tiene 11 479 habitantes.

## Historia
En 1856 se considera el año en que se fundó Saldus, cuando la junta directiva de Domens decidió establecer un centro comercial. Aunque a fines del siglo XIX había una economía activa, y Saldus era el centro cultural de la región, no fue reconocida oficialmente como ciudad hasta 1917.
Uno de los edificios más antiguos de la ciudad es la iglesia de San Juan. Los documentos de 1461 mencionan una iglesia de madera. Ha sido reconstruido varias veces. La torre, bombardeada en 1944, fue reconstruida en 1981-1982.

## Geografía
Se sitúa sobre la carretera A9, a medio camino entre Liepāja y Riga.

## Ciudades hermanadas
Płock está hermanada con las siguientes ciudades:
| - Paide; - Mažeikiai; - Liederbach de Taunus; - Lidingö; - Stargard; | - Sérguiev Posad; - Villebon-sur-Yvette; - Sankt Andrä; - Šilutė; |